# FANTASY (MY LITTLE LOVERのアルバム)
『FANTASY』（ファンタジー）は2004年1月21日に発売されたMY LITTLE LOVERの5枚目のアルバム。発売元はトイズファクトリー。

## 解説
前アルバム、『Topics』より約2年半ぶりとなるアルバムである。前作からほとんど活動は行っておらず、また藤井も抜け、知名度・人気も更に下がっていた。前作ではシングルヒットはなかったものの、それなりにアルバムの宣伝は意欲的に行ったが、このアルバムでは雑誌の取材くらいと少なめであった。また、同時期に出ていた15thシングル「Survival」などのシングル曲が一切入っておらず、全10曲がすべて書き下ろし、ノンタイアップのアルバムである。小林は「1stを除けば一番気に入っているアルバム」と評価したが、セールス的には不振だった前作より更に不振を極めた。そのためか、小林が全編的に加入した最後のアルバムとなり、これ以降小林はMY LITTLE LOVERから距離を置くこととなり、自身の曲をSalyuで使うようになる（単発的なシングル提供はある）。佐藤可士和がデザインしたジャケットも非常に簡素なものである。本作発売当時、公式ホームページではジャケットのハートを特徴的に用いたフラッシュムービーが使われていた。
内容的には藤井が抜けたことも有り、打ち込みが多い仕上がりになっている。小林は「短編小説を読むような気持ちで聞いてほしい」と語っている。9曲目の「ちいさな魂」は本来ラストに入れようと考えていた曲だが、「光速を超えて」が加わった。「ちいさな魂」では「揺るぎないものなんて何もない」「あなたがすぐにも旅に出たいのならば 私を於いてでもためらう事はないよ」と、その後の小林の離脱、離婚などを示唆するような歌詞が歌われている。
所属レーベル・トイズファクトリーからリリースされるオリジナルアルバムとしては実質上、本作が最後となった（本来のラストアルバムは、同年に発売したベストである）。

## 収録曲
| 全作詞・作曲・編曲: 小林武史。 |                    |          |            |      |
| #                              | タイトル           | 作詞     | 作曲・編曲 | 時間 |
| 1.                             | 「FANTASY」        | 小林武史 | 小林武史   | 5:03 |
| 2.                             | 「サテライト」     | 小林武史 | 小林武史   | 5:43 |
| 3.                             | 「Melody」         | 小林武史 | 小林武史   | 5:05 |
| 4.                             | 「Shiny Shoe」     | 小林武史 | 小林武史   | 4:27 |
| 5.                             | 「Period」         | 小林武史 | 小林武史   | 4:43 |
| 6.                             | 「悲しみよ今日わ」 | 小林武史 | 小林武史   | 4:29 |
| 7.                             | 「Sweet Home」     | 小林武史 | 小林武史   | 5:06 |
| 8.                             | 「Gypsy」          | 小林武史 | 小林武史   | 6:31 |
| 9.                             | 「ちいさな魂」     | 小林武史 | 小林武史   | 4:33 |
| 10.                            | 「光速を超えて」   | 小林武史 | 小林武史   | 5:06 |
| 合計時間:                      | 合計時間:          | 50:46    |            |      |

## 参加ミュージシャン
All Songs Written, Arranged, Played All Instruments, Recorded, Mixed by 小林武史
- 四家卯大：Cello (10)
- 古川昌義：Guitar (9)
- 清水ひろたか：Guitar (1)
- 松永俊弥：Drums (9)
- 山本拓夫：Saxophone (9)
- 西村浩二：Trumpet (9)
- 広原正典：Trombone (9)